# 金侖映
金侖映（キム・ユンヨン、朝鮮語: 김윤영、1989年4月22日 - ）は、韓国の囲碁棋士。韓国棋院所属、四段。女流棋聖戦、女流国手戦準優勝など。

## 経歴
2007年初段。2008年GGオークション杯出場、女流棋聖戦で準優勝。2009年正官庄杯に韓国代表として出場、女流国手戦ベスト4。2010年女流棋聖戦決勝で朴志娟を破り優勝、これにより二段昇段、アジア競技大会女子団体戦で金メダル、男女ペア戦で銅メダル獲得し、この金メダルにより三段昇段。2011年女流国手戦準優勝。2012年GGオークション杯で4人抜き。2014年四段、三星火災杯世界囲碁マスターズ出場。2015年韓国女子囲碁リーグに慶州市チームで出場。

## 主な棋歴
- 女流棋聖戦 2008年準優勝、2010年優勝
- プロ女流国手戦 2011年準優勝
- 正官庄杯世界女子囲碁最強戦
  - 2009年 0-1（×王晨星）
- アジア競技大会 2010年女子団体戦優勝、男女ペア戦3位（崔哲瀚とペア）
- GGオークション杯女流対シニア連勝対抗戦
  - 2008年 0-1（×車敏洙）
  - 2010年 0-1（×安官旭）
  - 2012年 4-1（○黄元俊、○趙大賢、○白成豪、○徐奉洙、×劉昌赫）
- 韓国女子囲碁リーグ
  - 2015年（慶州尼師今）5-6
  - 2016年（慶州尼師今）